# Cytara
Cytara – dawny, strunowy, szarpany, instrument muzyczny z płaskim korpusem o gruszkowatym zarysie, długą szyjką z podstrunnicą i metalowymi progami, oraz kilkoma zdwojonymi, drucianymi strunami, które zarywa się palcami. Znana od późnego średniowiecza; najbardziej popularna w okresie renesansu i wczesnego baroku; wyparta przez gitarę. Używana głównie do akompaniowania śpiewowi, również do gry solowej.

## Budowa

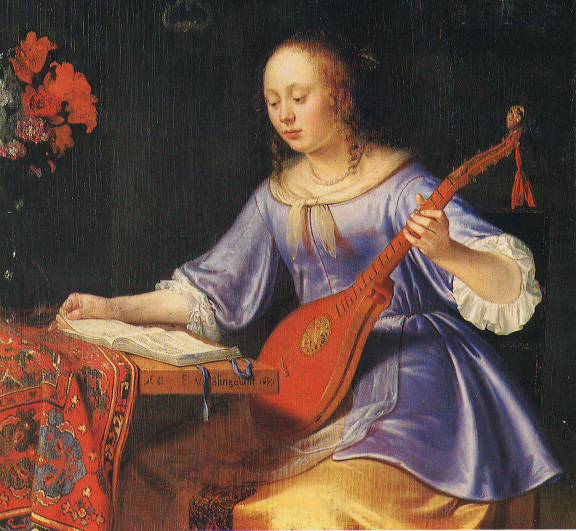
Pieter Cornelisz van Slingeland, Kobieta z cytarą (1677)

Drewniany korpus cytary ma płaskie lub nieznacznie wybrzuszone płyty górną (rezonansową) i dolną, oraz niewysokie boczki – płytkie u dołu korpusu, wznoszące się łagodnie w kierunku nasady szyjki. Jego kształt przybiera najczęściej gruszkowatą lub łezkowatą formę, niekiedy szpadlowatą, z zaznaczonymi u dołu ramionami formującymi poprzecznie do osi instrumentu wyraźny, sierpowaty zarys. Pośrodku, lub blisko górnej części płyty wierzchniej znajduje się okrągły otwór rezonansowy, w którym czasami osadzona jest drewniana rozetka.
Smukła i długa szyjka osadzona jest u szczytu korpusu. Naklejona na nią podstrunnica nachodzi w różnym stopniu na górną część płyty wierzchniej; czasami odcięta jest zarysem otworu rezonansowego. Każda odmiana cytary ma progi: zazwyczaj metalowe, niekiedy z kości zwierzęcej lub kości słoniowej. Długa główka jest często ozdobiona snycerskimi ornamentami, ma stożkowaty kształt i komorę kołkową z bocznie zazwyczaj osadzonymi kołkami.
Metalowe (mosiężne lub stalowe) struny są zawsze przytwierdzone u dolnej krawędzi korpusu i wsparte na podstawku. Występują w różnych zestawach: czterech, pięciu lub sześciu zdwojonych, dwóch podwójnych i dwóch potrójnych, kilku zdwojonych i kilku pojedynczych itp. strój również nie jest zunifikowany; najczęściej występującym jest d-h-g-d1 oraz F-e-c-g-a; inne przykłady: dd-ff-bb-gg-d1d1-e1e1, aa1a1-gg1g1-d1d1-e1e1, bb-gg-d1d1-e1e1. Według jednych źródeł struny zarywa się zazwyczaj plektronem, według innych – zazwyczaj palcami, bardzo rzadko plektronem.
Cytara występuje w różnych rozmiarach – od małego, z czterema strunami o długości 38 cm, do dużego, ze strunami burdonowymi o długości 62 cm (arcycytara lub cytara teorbanowa).

## Historia

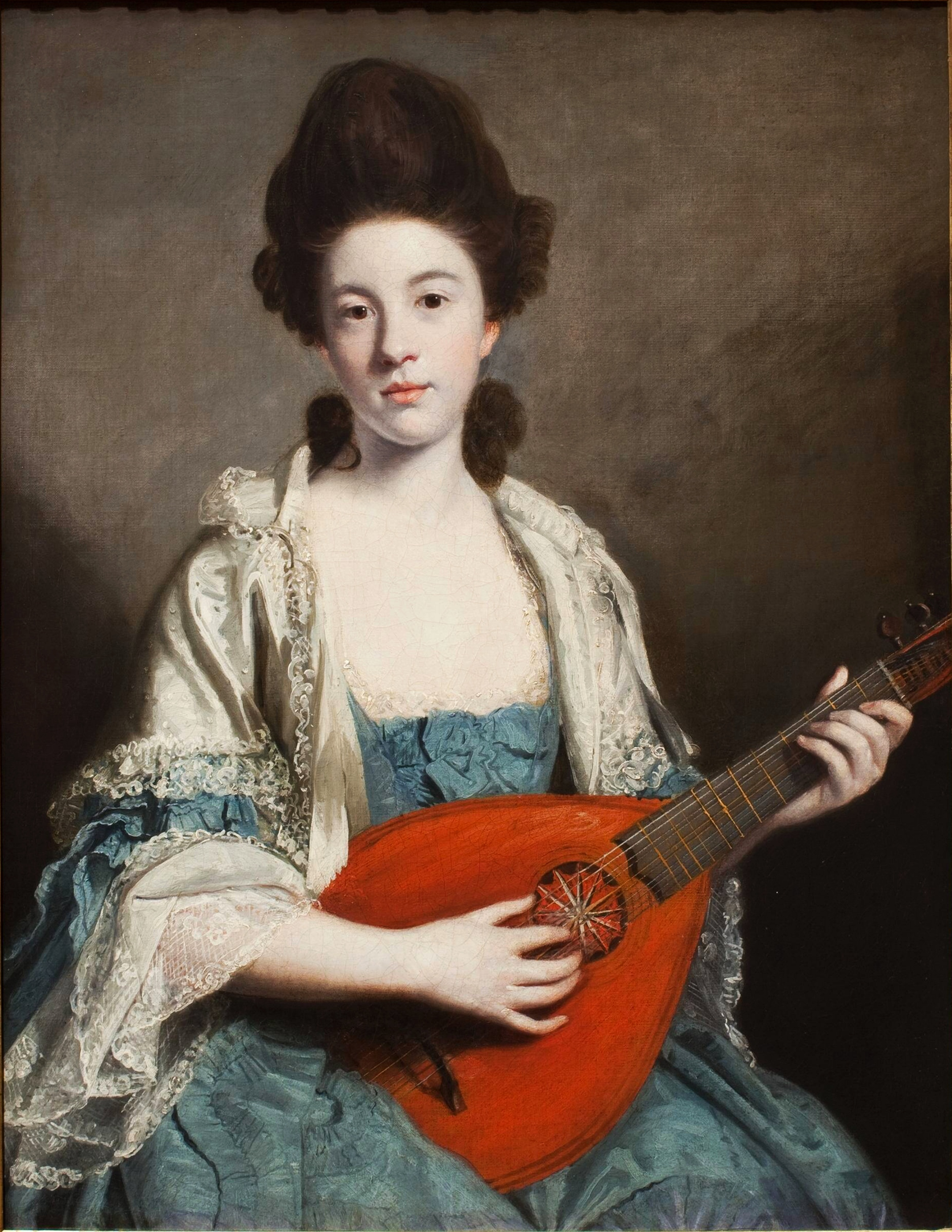
Joshua Reynolds, Panna Phillis Hurrell (1762)

Bezpośrednim przodkiem cytary była średniowieczna citola; wcześniejszym – starożytna kitara. Pierwsze źródła pisane i ikonograficzne wzmiankujące cytarę pochodzą z XV wieku, z terenu obecnych Włoch. Włoski teoretyk muzyki Giovanni Maria Lanfranco, w swoim opracowaniu Scintille di musica opisał m.in. cytarę ośmiostrunową i jej strój. Od tego czasu cytara i przede wszystkim tabulatury na nią przeznaczone, licznie pojawiały się w literaturze muzycznej – początkowo we Włoszech (Paolo Virchi), później we Francji (Adrian Le Roy i Robert Ballard) i w Niemczech Sixt Kargel i Johan Dominico Lais).
Pierwsze wzmianki o cytarze na terenach Polski pochodzą z dokumentów dworów z XIV i XV wieku. Jej wytwórstwem zajmował się m.in. krakowski lutnik Mateusz Dobrucki. Cytara była również przedmiotem zainteresowania Michaela Praetoriusa, który poza opisaniem jej w Syntagma Musicum (1614), napisał na nią akompaniament w swoich kompozycjach wokalnych. Najstarsza literatura angielska pochodzi z połowy XVI wieku (Thomas Mulliner, Mathew Holmes, Anthony Holborne, Thomas Robinson).
W okresie baroku, kiedy europejskie instrumentarium zaczęło ulegać podziałowi na profesjonalne i amatorskie, cytara rozpowszechniła się w środowiskach mieszczańskich i stała się instrumentem amatorskim. W połowie XVII zaczęła przyjmować formę, strój i sposób gry charakterystyczne dla współczesnej gitary, przez którą została ostatecznie wyparta.
Jeden z cenniejszych egzemplarzy cytary zbudowany w 1574 przez włoskiego lutnika Girolamo di Virchi znajduje się w zbiorach Muzeum Historii Sztuki w Wiedniu.